# Eimeria metchnikovi
Eimeria metchnikovi is een soort in de taxonomische indeling van de Myzozoa, een stam van microscopische parasitaire dieren. Het organisme komt uit het geslacht Eimeria en behoort tot de familie Eimeriidae. Eimeria metchnikovi werd in 1983 ontdekt door Levine.